# SDR 3
SDR 3, das Radio für den wilden Süden, war bis 1998 das Pop- und Jugendradio des Süddeutschen Rundfunks (SDR) in Stuttgart. Sein Nachfolger ist SWR3, das dritte Hörfunkprogramm des Südwestrundfunks.

## Geschichte/Porträt

### 1. November 1964: Gründung als Gastarbeiterprogramm
SDR 3 wurde ursprünglich als so genanntes Gastarbeiterprogramm des Süddeutschen Rundfunks gegründet, das hauptsächlich in Köln und München produzierte Sendungen des Westdeutschen Rundfunks (WDR) und des Bayerischen Rundfunks (BR) übernahm, die in der Zeit zwischen 17.40 und 21.00 Uhr in verschiedenen Sprachen ausgestrahlt wurden. In der übrigen Zeit gab es zunächst fast keine Eigenproduktionen und die Bezeichnung SDR 3 existierte ebenfalls nicht. Die Frequenzen firmierten zunächst unter Süddeutscher Rundfunk, 3. Hörfunkprogramm, zwischenzeitlich auch unter Stuttgart 3, dann aber einheitlich unter Südfunk 3. Im Laufe der Jahre kamen Sendungen der Rundfunkwerbung (Was darf es sein?), der Landfunk sowie der Schul- und Kinderfunk hinzu.
Den 1. Januar 1971 nutzte der Süddeutsche Rundfunk nach einer Gebührenerhöhung, um die Regionalisierung einzuführen und die Sportberichterstattung auszubauen. Dafür wurde das Sendegebiet in Nordbaden und Nordwürttemberg aufgeteilt. Mit der Sendung Neues auf 99,9 (aus dem Studio Karlsruhe, später aus Heidelberg) sollte vor allem die Berichterstattung für den badischen Landesteil erhöht werden.
Aus dem Funkhaus in Stuttgart lief als Gegenstück Von 1 bis 2 auf Südfunk 3, das ab 1975 Südfunk regional – das Mittagsmagazin aus Stuttgart hieß. Die verstärkte Regionalisierung war aber eine Folge der von den Landtagen in Stuttgart, Mainz und Saarbrücken eingesetzten „Michel-Kommission“. Sie sollte bereits 1968, um die Gebührengelder besser zu bündeln, Fusionsmöglichkeiten bei den südwestdeutschen Rundfunkanstalten (SDR, SWF und SR) untersuchen.
Die großen Sportsendungen Heute im Stadion (samstags ab 16:30 Uhr, später ab 15 Uhr) und Neues vom Sport (sonntags ab 16 Uhr, später: Sportmagazin ab 15 Uhr) wanderten vom 2. ins 3. Hörfunkprogramm, genauso wie die Jugendsendung Mittwochs-Party.
Beim SDR waren die Finanzen jedoch weiter knapp und damit der Spielraum für zusätzliche Eigenproduktionen in Südfunk 3 eng. Deshalb mussten weiterhin Programmteile von Südfunk 1 (Mit Musik geht alles besser, Von Tag zu Tag) oder von anderen Sendern (Club 16 und Musik-Report vom BR, Pop Shop und Studio-Party vom SWF) übernommen werden.

### 1. Januar 1972: Vom Schulfunk zum Musikprogramm
Mit der Einführung der Frühsendung Pop am Morgen entstand das erste durchgängige Programmschema von 5.30 bis 21.00 Uhr. Damit begann eine Kooperation zwischen den dritten Hörfunkprogrammen von SDR und SWF. Aus Stuttgart kam für beide Sendegebiete Pop am Morgen (verantwortlich damals Gisela Böhnke, die vom Südwestfunk abgeworben wurde) und aus Baden-Baden der Pop Shop am Nachmittag (Höhepunkt war dabei die Mittwochs-Party, die ebenfalls abwechselnd von Südfunk 3 und als Studio-Party von SWF 3 kam und von Schulklassen gestaltet und moderiert wurde). Den Vormittag „kaufte“ die Rundfunkwerbung Stuttgart GmbH (es war damals durchaus üblich, dass die hauseigenen Werbetöchter der ARD ganze Sendestrecken finanzierten und dafür Werbung, ähnlich wie heute im Privatradio, ins laufende Programm streuten) und sendete ab Oktober 1972 von 9.00 bis 13.00 Uhr den Musikmarkt. Eine Sendung mit vielen Schlagern, internationalen Hits, Gewinnspielen, Hitparaden, Grußaktionen und plaudernden Moderatoren (die bekanntesten: Günter Freund, Fred Metzler, Rainer Nitschke, Bernd Duszynski und später Michael Branik). Der Musikmarkt war so beliebt, dass er in der Zeit von 13.00 bis 15.00 Uhr im Programm Südfunk 1 fortgesetzt wurde. Damit reagierte der SDR auf das Konkurrenz-Programm von Radio Luxemburg.

### 2. Januar 1975: Die Entstehung vonPOINT

#### Aufbau und Anfang
Als der Pop Shop im neuen durchgängigen Wellenkonzept von SWF 3 (Sendestart am 1. Januar 1975) in den Abend verlegt wurde, entwickelten die Südfunk-Redakteure Hendrik Bussiek, Peter Kreglinger, Günter Verdin und Dietrich Förster ein neues Konzept einer Jugendsendung für den Nachmittag: POINT war geboren. POINT stand für Pop, Orientierung, Information, Notizen, Tipps. Das Ziel von POINT war es, die Dinge, die Jugendliche interessierten, anzusprechen und auf den Punkt zu bringen. Im Februar 1980 gab es beispielsweise eine Sendung, die sich ausschließlich mit dem Tod von Bon Scott († 19. Februar 1980 an einer Alkoholvergiftung) und der Thematik Selbstzerstörung durch Alkohol und andere Drogen beschäftigte. Themen wie Jugendarbeitslosigkeit, Studienplatzmangel, Nachrüstung und Friedensbewegung wurden immer wieder ganze Sendungen gewidmet. Die Produzenten von POINT verfolgten das Konzept eines lobbyistischen und kritischen Sprachrohrs für Jugendliche. Daneben kamen auch Comedy-Elemente wie Frau Kächele & Frau Peters nicht zu kurz. Der Pop Shop von SWF3 entwickelte sich in dieser Zeit mehr zu einem Musikmagazin.

#### Politische Kontroversen
Das Experiment POINT eskalierte jedoch, als sich die Sendeleitung und der Rundfunkrat an einer Live-Diskussion von Rudi Dutschke mit Hörern am 14. Oktober 1976 sowie der Liveausstrahlung eines Auftritts der schwulen Musikkabarettgruppe „Brühwarm“ aus Hamburg störten.
Die absehbaren Konsequenzen für den verantwortlichen Redakteur Hendrik Bussiek führten zu einer bislang einmaligen Aktion in der bundesdeutschen Rundfunklandschaft: Initiiert vom „Club Alpha 60“ in Schwäbisch Hall gründete sich eine Hörerinitiative zur Unterstützung der POINT-Macher, die etwa 18.000 Unterschriften sammelte. Erreicht wurde zwar eine Sondersendung mit Solidaritätskonzert (fünf Gruppen, darunter Zupfgeigenhansel) und 600 Besuchern im Neubausaal in Schwäbisch Hall am 8. März 1977 unter dem Titel „Was wird aus POINT und Bussiek“. Hier sicherten Chefredakteur Klett und der stellvertretende Programmdirektor Friedmar Lüke den Erhalt der Sendung zu, Bussiek selbst wurde trotzdem von seiner Position entbunden und anschließend als Korrespondent nach Berlin versetzt.

#### Veränderungen und Entwicklung
Als neuer Redaktionsleiter für POINT wurde Mitte 1977 Rüdiger Becker vom Zündfunk des Bayerischen Rundfunks verpflichtet, gleichzeitig wurde die Redaktionsarbeit hierarchischer gestaltet. Ihm zur Seite stand alsbald Redakteurin Susanne Lüdtke und nach deren Ausscheiden ab 1981 als festangestellter Redakteur Michael Weber, der ebenfalls vom Zündfunk kam.
Damit nahm die zweite Generation von POINT ihre Arbeit auf. Die Befürchtungen, dass damit ein qualitativer Bruch kommen würde, bestätigten sich allerdings nicht. Macher der zweiten Generation waren unter anderen als freie Mitarbeiter Thomas Roth, Hermann Stange, Stefan Siller, Wolfgang Heim und Thomas Welzig. Auch in deren Sendungen war es gang und gäbe, dass ganze Schulklassen im Stuttgarter Funkhaus aufliefen, die den Rundfunk als Medium zur Artikulation ihres Protests nutzten.
Im Zuge der Einführung des Vollprogramms am 1. Oktober 1979 wurde POINT als dreistündige Sendung in das neue Programm Radio 3 Südfunk Stuttgart übernommen. Der Sendeplatz wurde auf 17 Uhr verlegt. Später entwickelten die POINT-Macher, nachdem ihre Sendung auf 18 Uhr verlegt worden war, neue Konzepte. So die zweistündige Sendung Doppel-POINT, eine zweistündige monothematische Sendung zu aktuellen und gesellschaftlich-politischen Themen und ab 1985 den Sunday-POINT, eine Sendung am Sonntagabend für die jüngeren Jugendlichen, mit Themen über die Schule, die erste Liebe und Popmusik. Seinen lobbyistischen Charakter für die Jugendlichen verlor POINT erst, als Hans-Peter Archner (seit 2004 Stellvertreter des Landessenderdirektors Baden-Württembergs) Mitte der achtziger Jahre mit der Redaktionsleitung betraut wurde. Schritt für Schritt wurde POINT nun entpolitisiert zu einer musikorientierten Abendsendung mit einem immer geringer werdenden Wortanteil.

#### Musikalische Schwerpunkte
Traditionell war der Sonntagabend die Zeit, in der sich POINT überwiegend mit Musik beschäftigte. Populär bis 1984 war der von Günter Verdin entwickelte und moderierte POINT-Plattentest, bei dem Verdin neue Singles vorstellte, über die die Hörer dann im Laufe der folgenden Woche per Postkarte abstimmen konnten. Ab 1985 nannte sich die sonntägliche Ausgabe Sunday-POINT (s. o.). Der Nachfolger des Plattentests hieß Super Acht.

### 1975: Entwicklung des Mischprogramms
Südfunk 3 war in jener Zeit weit von einem Formatradio mit durchgängiger Musikfarbe entfernt. Morgens gab es nach wie vor Pop am Morgen (später umbenannt in Südfunk Spezial, dann in Pop Corner), vormittags den Musikmarkt. Mittags folgten die Regionalmagazine, nachmittags POINT (am Wochenende Sport), dazwischen Schulfunk, Kinderfunk etc., und am Abend beendeten die Gastarbeitersendungen das Programm.

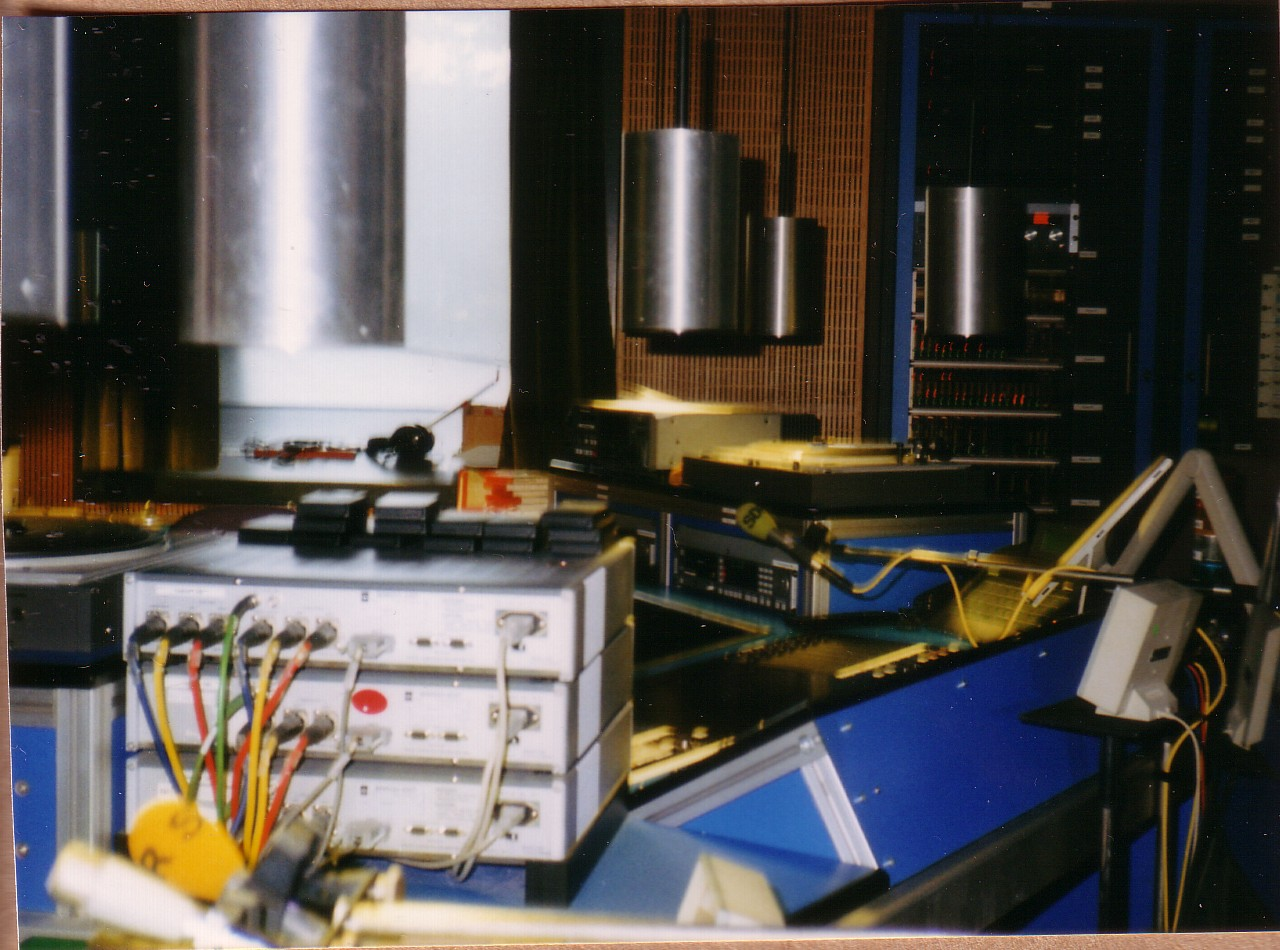
Discostudio 1995

Nach dem Umzug ins neue Stuttgarter Funkhaus am 10. März 1976 (es galt damals als das modernste Europas) konnten erstmals auch Sendungen aus einer Selbstfahrregie in Studio 7, dem sogenannten „Discostudio“, abgewickelt werden (z. B. Pop am Morgen und Club 19). Mit der Einführung des Vollprogramms 1979 wurde dieses Studio wieder stillgelegt, denn es befand sich auf einem anderen Stockwerk, und das Programm sollte nun komplett aus der Stammregie 11 gesendet werden. Eine Disco wurde etwas später wieder in Regie 11 eingebaut.
Mit dem Umzug ins neue Funkhaus war auch eine Abwicklung des Programms in Stereo möglich. Die Einführung der Stereofonie erfolgte nach Umbauarbeiten an den Sendern im Jahr 1977 testweise bis zum offiziellen Beginn am 1. Januar 1978.

### 1. Oktober 1979: Durchgängiges Popradio
Als Konsequenz auf den wachsenden Erfolg des durchgängigen Programmkonzepts von SWF 3 wurde unter dem neuen Namen Radio 3 Südfunk Stuttgart auch ibeim SDR eine Popwelle etabliert. In den ersten Jahren galt der größte Teil des Programms als sehr ambitioniert, die Zuhörerzahlen waren mäßig. Prägend waren kühle Moderationen und eine Musikauswahl, die besonders die Randbereiche berücksichtigte. Inhaltlich richtete sich Radio 3 meist an ein links-alternatives Publikum. Höhepunkt dieser Phase war 1981 die Besetzung des Sendestudios 11 durch Teile der Stuttgarter Hausbesetzer-Szene, die sich gewaltsam nach 22.00 Uhr Zutritt in die Livesendung Schlaf-Rock mit Peter Kreglinger verschafft hatten, um ihre Parolen über den Sender zu verlesen. Dem Hauptschaltmeister gelang es jedoch, die ARD-Nachtversorgung auf das Programm zu legen und das Studio sofort vom Sendebetrieb abzutrennen. In der Folge wurde Radio 3 1982 umgestaltet. Um 12.00 und um 16.00 Uhr gab es aktuelle Stunden. Die Wunschsendung Plattenpost sorgte für Interaktion und mehr populäre Musik. Sonntags liefen die Tophits der deutschen Hitparade. In dieser Zeit waren auch Gastmoderatoren wie Jürgen Domian (Deutsche Hitparade) und Daniel Kovac (Treff nach Zwei) zu hören.
Mit diesem ersten Erfolg wurde das Programm zum 1. Januar 1985 stark umgebaut. Aus der inzwischen eingeführten Bezeichnung Radio 3 wurde wieder Südfunk 3. Außerdem hatten die Sendungen des Tagesprogramms ab sofort keinen Namen mehr, in der Zeit zwischen 10.00 und 17.00 Uhr wurden komplett neue Sendestrecken eingeführt und in der weiteren Folge die Frühsendung Pop Corner aus dem Discostudio gesendet. Herzstück der Reform war eine in diesem Discostudio gefahrene, vierstündige Nachmittagsshow (Doppelmoderation mit einem aktuellen Redakteur in der ersten und vierten Stunde, dazwischen Hitparaden, Pop-Interviews usw.). Zusätzlich sorgte eine Spielshow um 12.00 Uhr für Unterhaltung. Die Sendung Leute (damals noch unter der namenlosen Bezeichnung „Gäste im Studio“ von 10.00 bis 12.00 Uhr) wurde aus der Taufe gehoben.
Im Juni 1987 erhielten alle Sendungen ihre Namen zurück, und das konservativere Programmschema von 1984 wurde wieder weitgehend eingeführt (u. a. entfiel die große Nachmittagsfläche, dafür bekamen die aktuellen Sendungen wieder eigene Sendeplätze).
Die Sendungen von Südfunk 3 wurden mittlerweile aus zwei unterschiedlichen Regien und drei Studios gesendet. Zum einen aus der bis dahin bekannten und üblichen Drei-Mann-Regie (die bisher genutzte Stammregie 11 für Moderator / Sprecher, Sendetechniker, Tontechniker), hauptsächlich für Wortsendungen (u. a. Leute und Heute im Stadion), zum anderen aus einem 1984 neu gebauten Discostudio (Selbstfahrregie), und zusätzlich wurden Sendungen ab dem 1. Juli 1985 aus dem SEKAMOS-Studio abgewickelt (beides in Regie 9 untergebracht). SEKAMOS steht für Sendeabwicklung mit Kassetten-Modulationsspeicher. Der Süddeutsche Rundfunk plante bereits Ende der 70er Jahre eine so genannte „Zentrale Abspiel-Regie (ZAR)“, aus der die Hörfunkprogramme (um technisches Personal zu sparen) künftig gemeinsam abgespielt werden sollten. Dazu wurde parallel der KAMOS (Kassetten-Modulationsspeicher) entwickelt (auf mechanischer und analoger Basis). Über diese Anlage waren etwa 36.000 Musiktitel über vier Spielertürme mit je vier Kassettenmaschinen automatisch verfügbar. Der Moderator konnte die Sendung (inklusive Beiträge) komplett über ein großes Tastenmischpult selbst „fahren“. In zahlreichen Testsendungen wurden immer wieder Probleme mit der Mechanik bei den Kassettenmaschinen festgestellt. Deshalb sollten zunächst nur große Teile von Südfunk 3 mit der Programmreform zum 1. Januar 1985 über das SEKAMOS-Studio abgewickelt werden. Doch die Probleme traten immer wieder auf. In zahlreichen Sendungen kam es dadurch zu hörbaren Ausfällen. So musste schließlich der Wunsch, mehrere Programme über SEKAMOS-Studios bzw. eine Zentrale Abspiel-Regie abzuwickeln, aufgegeben werden.
Das SEKAMOS-Studio wurde zwar noch für einzelne Sendungen genutzt, genauso wie das KAMOS-System für einzelne Musiktitel (inzwischen auch für andere SDR-Programme verfügbar). Doch mit der fortschreitenden Digitalisierung Ende der 80er Jahre war das Ende von SEKAMOS und KAMOS besiegelt. Der Süddeutsche Rundfunk stieg, wie die anderen ARD-Anstalten, zu Beginn der 90er Jahre in die digitale Musikabwicklung ein.

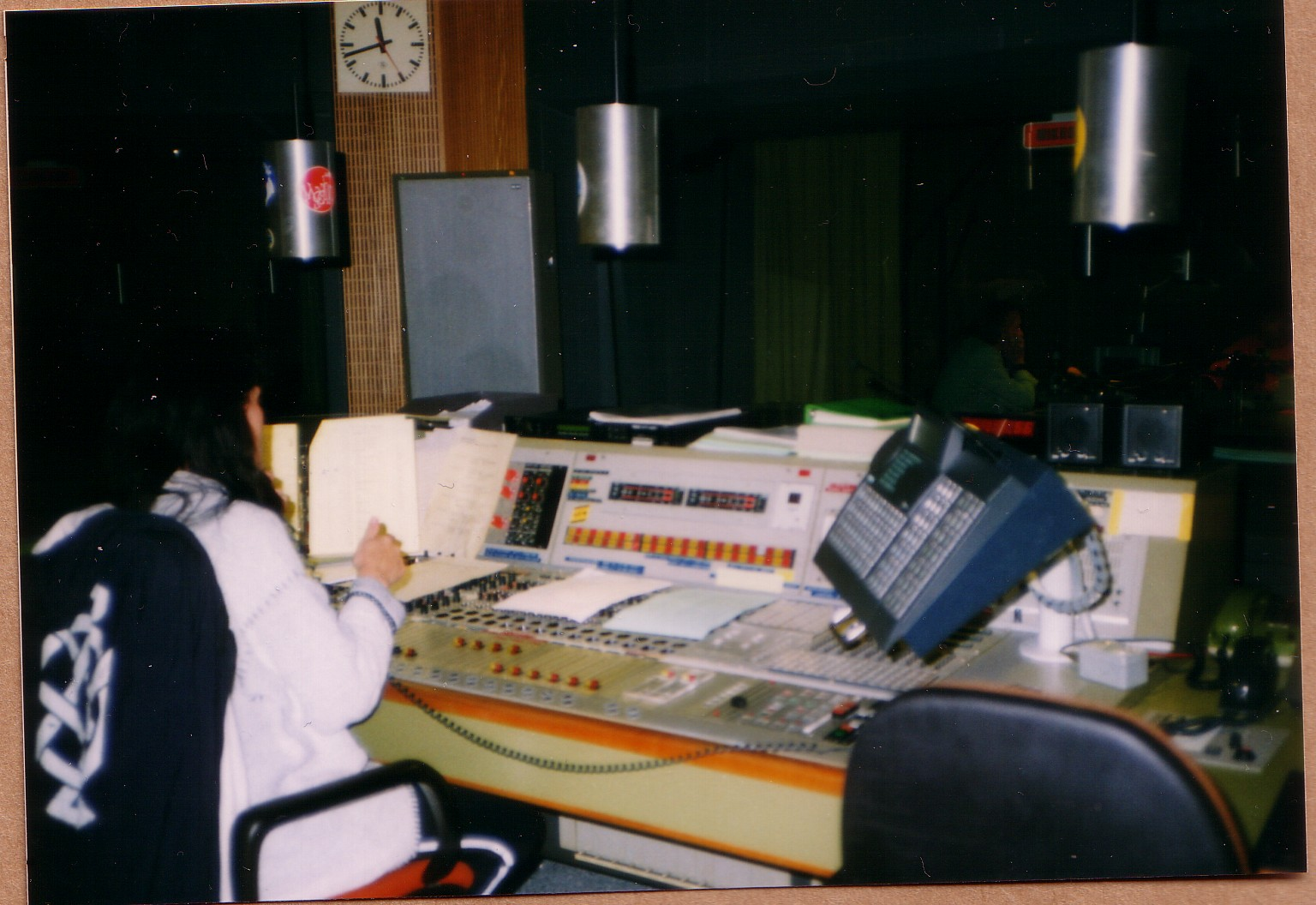
Tonstudio 1995

### 1. April 1988: DerWilde Südenentsteht
Aus dem Südfunk wurde der SDR, Hans-Peter Archner wurde neuer Wortchef und Matthias Holtmann neuer Musikchef. Beide begannen, das Programm unter dem abermals neuen Namen SDR 3 inhaltlich neu auszurichten. Am Programmgerüst änderte sich nichts. Unterstützt wurden die Maßnahmen ab Januar 1989 erstmals mit einer großen Plakat- und Zeitungswerbekampagne und mit dem Slogan SDR 3 – Radio für den Wilden Süden. 

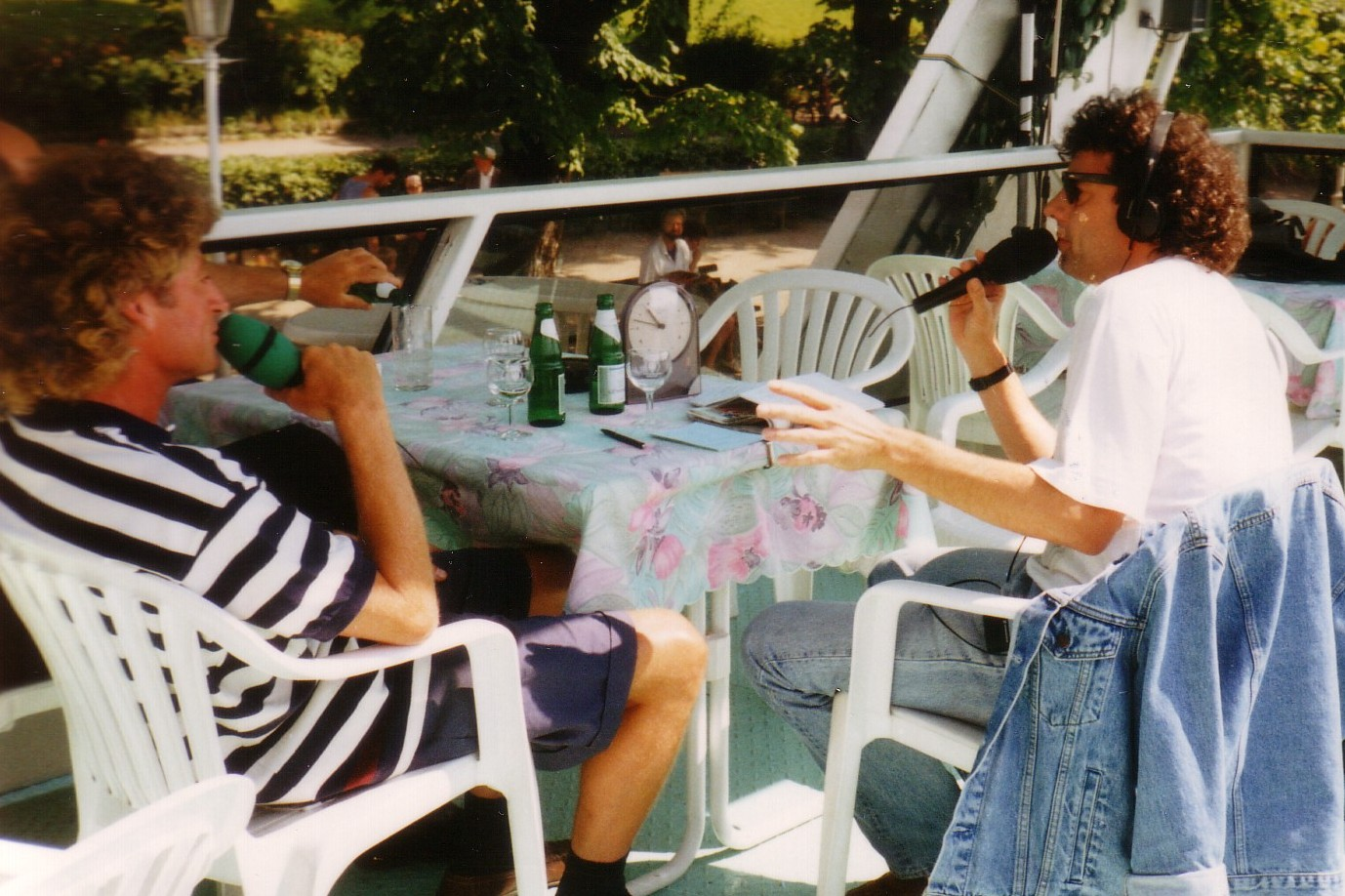
Wolfgang Heim in Leute, live vom Wolfgangsee 1995

 Ein Schlüsselereignis war dabei die im selben Jahr während der Sommerferien durchgeführte Megahitparade Top Tausend X. Am Nachmittag des 14. August 1989 stand nach fünf Tagen Hörerhitparade rund um die Uhr mit lediglich zwei Moderatoren der Sieger fest.
Die Bezeichnung „Wilder Süden“  führte zu einer bis dahin nie da gewesenen Identität zwischen Hörer und Sender und zu jährlich steigenden Hörerzahlen, was im damals beginnenden Privatradio-Zeitalter keiner anderen ARD-Popwelle gelang. Wenig später gründete sich schließlich der „SDR 3 Club Wilder Süden“, Clubchef wurde Michael Schlicksupp, der zuvor seine Heimat in der SDR-Sportredaktion und als Fernsehmoderator von Sport im Dritten verloren hatte.
Der große Hörerzuwachs in dieser Zeit war sicher mit ein ausschlaggebender Punkt, dass eine vom baden-württembergischen Ministerpräsidenten Lothar Späth ins Spiel gebrachte Fusion zwischen SDR und SWF verhindert werden konnte. Die durchaus konkreten Pläne der Landesregierung hätten schon damals ein Ende von SDR 3 bedeutet und einen insgesamt noch größeren Verlust an Abteilungen am Standort Stuttgart als heute. Stattdessen kam die „arbeitsteilige Kooperation“ der beiden Anstalten, die lediglich eine Übernahme der SWF3-Nachtsendungen für SDR 3 bedeutete (die aber 1993 wieder abgeschafft wurde).

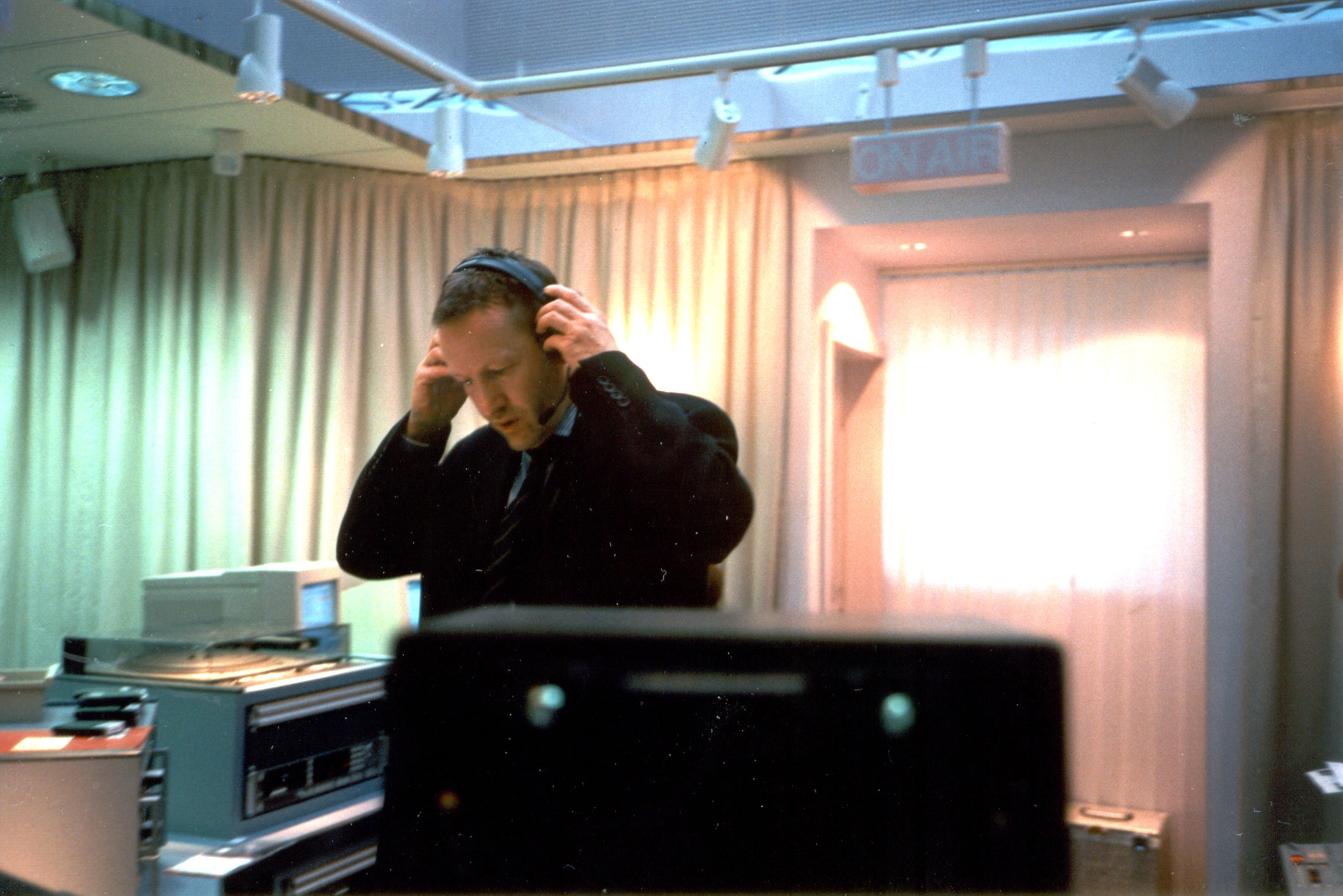
Matthias Holtmann im Clubhouse Heidelberg am Tag der Eröffnung (November 1996)

Im Zuge dieser Kooperation gab es Anfang der 90er Jahre nochmals eine kleinere Programmreform, die durch die Einführung des gemeinsamen vierten Hörfunkprogramms S4 Baden-Württemberg eine Neusortierung aller SDR- und SWF-Programme zur Folge hatte. Dabei wanderten u. a. die Sportsendungen von SDR 3 zu SDR 1, und SDR 2 und SWF 2 kooperierten als gemeinsames Programm unter dem Namen S2 Kultur. Mit dieser Programmstruktur und nur wenigen personellen Umbesetzungen sendete SDR 3 dann bis zur Fusion 1998.
Am 30. September 1995 eröffnete SDR 3 zunächst im Stuttgarter Hauptbahnhof ein sogenanntes „Clubhouse“. Hier konnten Karten für Konzerte des SDR-3-Clubs und Merchandise-Artikel erworben werden. Das Herz des Clubhouses war ein Selbstfahrerstudio, bei dem die Besucher nur wenige Meter vom Moderator entfernt waren. Dieses Studio wurde vor allem für Sendungen mit Gästen wie „Leute“ oder „Treff“ genutzt. Teilweise wurde auch „POINT“ gesendet. Vor allem bei der Sendung „Treff“ war der Andrang oft sehr groß, da hier oft aktuelle Bands zu Gast waren. Ende November 1996 wurde auch im Heidelberger Hauptbahnhof ein solches Clubhouse eröffnet. Auch hier war ein Studio untergebracht, aus dem regelmäßig „Treff“ gesendet wurde. Ab 1997 wurde wöchentlich abwechselnd das Jugendprogramm DASDING aus den beiden Clubhäusern gesendet. Nach der Fusion zum SWR wurden die Clubhäuser stillgelegt.

### 1998: Das Ende von SDR 3
Das sich Ende 1996 abzeichnende Aus des Programms führte zu Protesten bei den Hörern im Sendegebiet, die das Ende von SDR 3 zwar nicht verhindern, aber erreichen konnten, dass u. a. die Sendung Leute mit den Moderatoren Wolfgang Heim und Stefan Siller im neu gegründeten Programm SWR1 Baden-Württemberg fast unverändert beibehalten wurde.
Die „letzten Worte von SDR 3“ moderierte Wolfgang Heim in SDR 3 aktuell am 23. August 1998 um 12:50 Uhr, denen die „Hymne des Wilden Südens“ Stairway to Heaven von Led Zeppelin folgte.
SDR 3 und SWF 3 sendeten anschließend bis zum 30. August 1998 die gemeinsame Hörerhitparade Start ins Wildall. SDR 3 wurde dann im Zuge der Fusion von SDR und SWF zum Südwestrundfunk (SWR) eingestellt und am 31. August 1998 um 0:00 Uhr bei einem Open-Air-Festival auf dem ehemaligen Militärflugplatz Söllingen (heute Baden Airpark) durch den Nachfolger SWR3 aus Baden-Baden ersetzt.
Einige SDR-3-Elemente wurden nach der Fusion im Laufe der Zeit wieder in SWR1 Baden-Württemberg aufgenommen: das Faschingsradio, die inzwischen jährlich veranstaltete große „Hitparade“, die Inhalte der Sendung Flashback samstags in „Der Nachmittag“ und die Spiele aus der Playtime nun sonntags in „Der Nachmittag“.
Und seit 2009 findet das Sechs-Tage-Radio in abgewandelter Form als „Regionenspiel“ auf SWR4 Baden-Württemberg wieder statt.

### Hörerzahlen
Hörerzahlen von SDR3, Hörer gestern, Mo.–So., 1993–1998
| Jahr | Hörer in Millionen |
| ---- | ------------------ |
|      |                    |
| 1993 | 0,74               |
| 1994 | 0,73               |
| 1995 | 0,93               |
| 1996 | 0,95               |
| 1997 | 0,94               |
| 1998 | 0,90               |

## Moderatoren
SDR 3 hatte viele bekannte Moderatoren:
Jan Garcia
- Rüdiger Becker (entwickelte POINT 1977 als Redaktionsleiter weiter und machte die Sendung zu Beginn der 80er Jahre zur Kultsendung bei Jugendlichen; ab 1986 beim WDR,  unter anderem als Korrespondent im Hauptstadtstudio Berlin, seit 2012 im Ruhestand)
- Gisela Böhnke (erste Moderatorin; entwickelte Ende 1981 die Sendung Snackbar mit; moderierte 1980 ihre erste Livesendung vom Stuttgarter Fernsehturm, die auch in Südwest 3 ausgestrahlt wurde; 1998–2009 Musikchefin von SWR4, seit 2010 im Ruhestand)
- Michael Branik (1980/81 Erfinder und Moderator der Plattenpost, Vorläufer einer Call-in-Sendung; heute Moderator bei SWR4 Baden-Württemberg)
- Norbert Haupt
- Wolfgang Heim (entwickelte zusammen mit Stefan Siller die Sendung Leute, die noch heute in SWR1 Baden-Württemberg läuft)
- Patrick Neelmeier (moderiert heute Guten Morgen Baden-Württemberg in SWR1 Baden-Württemberg)
- Stefan Siller (entwickelte und moderierte die Top Tausend X; entwickelte zusammen mit Wolfgang Heim die Sendung Leute, die noch heute in SWR1 Baden-Württemberg läuft). Seit Januar 2016 im Ruhestand (Leute-Sendung vom 23. Dezember 2015)
- Brigitte Egelhaaf (seit 1998 im SWR3 Studio Stuttgart)
- Matthias Holtmann (SDR-3-Musikchef von 1988 bis 1998, 1998–2004 SWR3 Musikchef, bis zu seinem Ruhestand 2015 bei SWR1 Baden-Württemberg)
- Klaus Jost (der „Dr. Music“; heute Musikredakteur bei SWR1 Baden-Württemberg)
- Peter Kreglinger (Film- und Kino-Rezensent bei SDR 3, seit 2004 im Ruhestand)
- Friedemann Leinert (Erfinder der Sendung Treff nach Zwei, die sich als Musikmagazin verstand, in dem dennoch der Wortanteil bei 50 Prozent lag; hier lief die Musik, die auch auf AFN Stuttgart gespielt wurde; Leinert veröffentlichte unter dem Pseudonym Lenny MacDowell Fusion-Platten und betreibt heute seine eigene Plattenfirma „Blue Flame“ in Stuttgart)
- Thomas Roth (Volontär und freier Mitarbeiter bei POINT, bevor er zum SDR-Fernsehen (Abendschau) wechselte. Später war er ARD-Fernsehkorrespondent in Moskau, Hörfunkdirektor beim WDR und Leiter des ARD-Hauptstadtstudios in Berlin.) Von 2013 bis 2016 war er Hauptsprecher der „Tagesthemen“ (ARD).
- Thomas Schmidt (Co-Moderator der Top Tausend X; Erfinder vieler Spielsendungen; bis zu seinem Tod bei SWR1 Baden-Württemberg Moderator von Schmidts Samstag und Der Nachmittag)
- Günter Verdin (Erfinder des Horchspielkrimis in Pop am Morgen, erster Moderator von Radio 3 Südfunk Stuttgart am 1. Oktober 1979; Ende der 80er SDR1, 1998–2004 SWR1 Baden-Württemberg und dann bis 2008 SWR4-Moderator. Außerdem ist er der Produzent von Mathias Richling)
- Michael Weber (mit POINT u. a. UNDA-Radiopreis der deutschsprachigen Länder, heute Fernsehredakteur und Autor von Reisereportagen/Fernsehfeatures)
- Michel Ries (Leute)
- Janet Pollok (Tip – heute SWR1 Baden-Württemberg: Guten Morgen Baden-Württemberg)
- Günter Schneidewind (ab 1990 von DT64 nach der Top 2000 D, heute SWR1 Baden-Württemberg)
- Stefanie Anhalt (ab 1995 unter anderem Pop Corner – heute SWR1 Baden-Württemberg: Der Nachmittag)

## Programmschemata

### Südfunk 3 (1977)

#### Samstag
06:00 Nachrichten und Service
06:05 Pop am Morgen mit:
— 07:00 Nachrichten und Service
— 07:25 Morgengymnastik
— 07:30 Nachrichten
— 07:40 Melodie und Rhythmus
— 08:30 Kurznachrichten
— 08:57 Schaltpause
09:00 Kurznachrichten
09:03 Reisewetterbericht
09:07 Music Hall mit Alf Tamin
10:00 Kurznachrichten
10:03 Popjazz
11:00 Kurznachrichten
11:03 Erinnern Sie sich mit Ursula Herking
11:45 Sprechstunde – Beratung für Schüler und Eltern
12:00 Kurznachrichten
12:03 Swing Souvenirs mit Günter Freund
13:00 ausführliche Nachrichten
13:07 Regionalprogramm Ost: Das Mittagsmagazin aus Stuttgart
13:07 Regionalprogramm West: Neues auf 99,9
14:00 Regionalreport
14:30 POINT
16:00 Heute im Stadion – Reporter berichten
18:00 Jazz für jedermann
19:00 Gastarbeiterprogramm mit:
— 19:00 italienisch
— 19:40 spanisch
— 20:20 griechisch
— 21:00 türkisch
— 21:40 serbokroatisch
22.20 Sendeschluss

### Radio 3 Südfunk Stuttgart (1982–1984, tagsüber)

#### Montag bis Freitag
06–09 Popcorner
09–12 Kramladen
12–13 Aktuell
13–14 Snackbar
14–15 Treff nach Zwei [erst ab 1985 wurde die Sendung auf zwei Stunden ausgeweitet]
15–17 Radio Drive
17–18 Plattenpost
18–20 POINT

### SDR 3 1993

#### Montag–Freitag
04–05 Popfit
05–08 Popcorner (5:30 Schlagzeilen; 5:53 Auf ein Wort)
08–10 Tip (8:15 Pollenflug)
10–12 Leute
12–13 Aktuell
13–14 Club-Radio [zuvor Espresso]
14–16 Treff
16–17 Aktuell
17–18 Plattenpost [hieß zeitweise Hörermusikwünsche, wurde dann wieder umbenannt]
18–20 POINT (18:30 Sport)
20–22 Mo: Dr. Music / Di–Fr: Saloon
22–00 Schlafrock (23:55 Wort zur Nacht)
00–04 SWF3 Lollipop [ab 1994 wieder ARD-Popnacht]

#### Samstag
00–05 ARD-Popnacht (von SDR 3)
06–08 Popcorner
08–10 Tip
10–12 Leute
12–13 Aktuell
13–15 Die Hitparade
15–18 Heute im Stadion
18–20 POINT (18:30 Sport)
20–23 Fete (22:20 Sport)
23–02 Schlafrock

#### Sonntag
02–05 ARD-Popnacht
05–08 Popcorner (5:53 Auf ein Wort)
08–09 Songs um acht
09–12 Schaufenster
12–13 Aktuell
13–18 Playtime
18–22 Sunday-POINT – Die wilden 20 (18:30 Sport) [zuvor nur bis 20 Uhr]
22–00 Schlafrock (22:20 Sport; 23:55 Wort zur Nacht)

### Das letzte SDR-3-Programmschema im Frühjahr 1998

#### Montag–Freitag
05–08 Popcorner (5:53 Auf ein Wort)
08–10 Tip
10–12 Leute
12–13 Aktuell
13–14 Club-Radio
14–16 Treff
16–17 Aktuell
17–18 Plattenpost
über Heidelberg 99,9 MHz, Weinheim 99,5 MHz, Eberbach 94,2 MHz und Buchen 94,1 MHz:
Plattenpost regional aus dem Clubhouse im Heidelberger Hauptbahnhof
18–22 POINT (18:30 Sport)
ab 22 Uhr Übernahme SWF3

#### Samstag
06–08 Popcorner
08–10 Tip
10–12 Leute
12–13 Aktuell
13–15 Flashback
15–18 Topline
18–22 POINT (18:30 Sport)
ab 22 Uhr Übernahme SWF3

#### Sonntag
05–08 Popcorner (5:53 Auf ein Wort)
08–09 Songs um acht
09–12 Schaufenster
12–13 Aktuell
13–18 Playtime
18–22 Sunday-POINT – Die wilden 20 (18:30 Sport)
ab 22 Uhr Übernahme SWF3

### Einzelbelege
1. ↑  Quelle: Korrekturfahne Historischer Überblick 1977. Vermutlich zwischen 1985 und 1991 zusammengestellt. Archiv des club alpha 60 e. V., Pfarrgasse 3, 74523 Schwäbisch Hall.
2. ↑  Stefan Siller, Thomas Schmidt: Top Tausend X. Factor Verlag, Stuttgart 1989, ISBN 3-925860-23-1.
3. ↑  Die erste Hitparade 1989 – Stefan Siller und die TOP 1000X (Memento des Originals vom 6. Juni 2014 im Internet Archive)  Info: Der Archivlink wurde automatisch eingesetzt und noch nicht geprüft. Bitte prüfe Original- und Archivlink gemäß Anleitung und entferne dann diesen Hinweis. und mit Thomas Schmidt.